# Бэйли, Элизабет
Элизабет Бэйли (англ. Elizabeth E. Bailey; 1938 — 19 августа 2022) — американская экономистка. Бакалавр Радклифф-колледжа (1960), магистр Института технологии Стивенса (1966), доктор философии Принстонского университета (1972). Преподавала в Йеле и университете Карнеги — Меллона (с 1983 по 1990 год возглавляла Школу промышленного администрирования данного учебного заведения). Профессор бизнеса Пенсильванского университета.

## Основные произведения
- «Дерегулирование и теория конкурентных рынков» (Deregulation and the Theory of Contestable Markets, 1984, совместно с У. Баумолем)